# Kodnamn: Annika
Kodnamn: Annika är en finsk-svensk TV-serie i regi av A.-J. Annila och skapad av Mia Ylönen och Aleksi Bardy. Serien produceras av Helsinki-filmi. Första säsongen består av sex avsnitt. Serien hade premiär på Sky Showtime 30 september 2023.

## Handling
Serien kretsar kring den finska polisen Emma Haka som går en utbildning för att bli hemlig agent. Hon skickas på uppdrag till Stockholm för att ta sig in i konsthandelns korrupta värld. Under namnet Annika Stormare försöker hon komma närmare galleristen Rasmus Ståhlgren.

## Rollista
- Sannah Nedergård – Emma Haka/Annika Stormare
- Ardalan Esmaili – Rasmus Ståhlgren
- Eva Melander – Rina Olander
- Helena Bergström – Agatha Torstensson
- Pekka Strang – Raimo Korpi
- Clarisse Lhoni-Botte – Béatrice Joly
- Charles Martins – Denver Carpentier

## Mottagande
Enligt Hufvudstadsbladet är serien ”en mycket kompetent och spännande thrillerprodukt, inget berörande drama”. Serien får betyget 3/5.